# Bi’lin
Bi’lin (arab. ‏بعلين‎) – nieistniejąca już palestyńska wieś, która była położona w Dystrykcie Gazy w Mandacie Palestyny. Została wyludniona i zniszczona podczas I wojny izraelsko-arabskiej, po ataku Sił Obronnych Izraela w dniu 9 lipca 1948.

## Położenie
Bi’lin leżała na pograniczu Szefeli z górami Judei. W 1931 r. jej ludność liczyła 137 osób. W 1945 r. do wsi należały ziemie o powierzchni 8 036 ha. We wsiach Bi’lin i Ard el Ishra mieszkało wówczas łącznie 180 osób (wyłącznie muzułmanie).
| własność gruntów | powierzchnia gruntów (hektary) |
| ---------------- | ------------------------------ |
| Arabowie         | 7 415                          |
| Żydzi            | 294                            |
| publiczne        | 327                            |
| Razem            | 8 036                          |

| Rodzaj użytkowanych gruntów | Arabowie (hektary) | Żydzi (hektary) |
| --------------------------- | ------------------ | --------------- |
| uprawy nawadniane           | 143                | 0               |
| uprawy zbóż                 | 6 992              | 294             |
| nieużytki                   | 601                | 0               |
| zabudowane                  | 6                  | 0               |

## Historia
Miejscowość nazwana „Ba’lin” została wspomniana w 1838 r. jako muzułmańska wioska w Dystrykcie Gazy, nieco mniejsza niż pobliska wieś Barkusja. W okresie panowania Brytyjczyków rozwijała się jako niewielka wieś. W 1937 wybudowano szkołę podstawową dla chłopców.
Podczas I wojny izraelsko-arabskiej w nocy z 8 na 9 lipca 1948 Siły Obronne Izraela rozpoczęły operację An-Far, podczas której Bi’lin została zajęta i całkowicie wysiedlona. Większość domów została wówczas wyburzona.

## Miejsce obecnie
Rejon wioski pozostaje opuszczony, a ziemie uprawne zajęła wieś Kedma.
Palestyński historyk Walid Chalidi, tak opisał pozostałości wioski Bi’lin: „Kilka domów pozostaje w gruzach, okolicę porastają dzikie zioła i ciernie, a także niektóre drzewa i kaktusy”.